# Goiás
Goiás je brazilska država smještena u središnjem dijelu države. Glavni i najveći grad države je Goiânia.

## Zemljopis
Goiás se nalazi u potpunosti unutar Brazilskog gorja, koje se nalaze u središnjem dijelu zemlje. Zauzima veliki plato, veliku gotovo ravnu površinu koja stoji između 750 i 900 m nadmorske visine i stvara podjelu između tri najveća brazilska riječna sustava.
Najviši vrh države je Pouso Alto visok 1,676 metara u regiji Chapada dos Veadeiros.

## Povijest
Prva europska istraživanja ovog unutrašnjeg dijela Brazila provela je ekspedicija iz São Paula u 17. stoljeću. Zlato je otkrio Bartolomeu Bueno da Silva 1682. na pritoki rijeke Araguaia, te je osnovano naselje Santa Anna, koje je kasnije razvilo u Goiás Velho. Goiás je postala država 1889. Brazilskim Ustavom iz 1891. precizirano je da bi glavni grad Brazila trebao biti smješten u Brazilsko gorje, te je 1956. Goias odabran kao mjesto za savezni okruga i glavni grad Brasíliju. Sjedište savezne vlade službeno je preseljeno u Braziliju 1960. godine.

## Stanovništvo
Prema Brazilskom zavodu za statistiku 2010. godine u državi živi 6.004.045 stanovnika, dok je gustoća naseljenosti 18 stan./km ².
Većina stanovništva živi u urbanim područjima njih 88,6% (2006.), rast stanovništva je 2,5% od 1991. do 2000. godine.
Većina stanovništva su mulati 52,41%  zatim bijelci 41,45%, crnci 5,60% dok je indijanaca 0,25% i azijaca 0,26%.

## Vanjske poveznice
- Službena stranica